# Walter Beasley

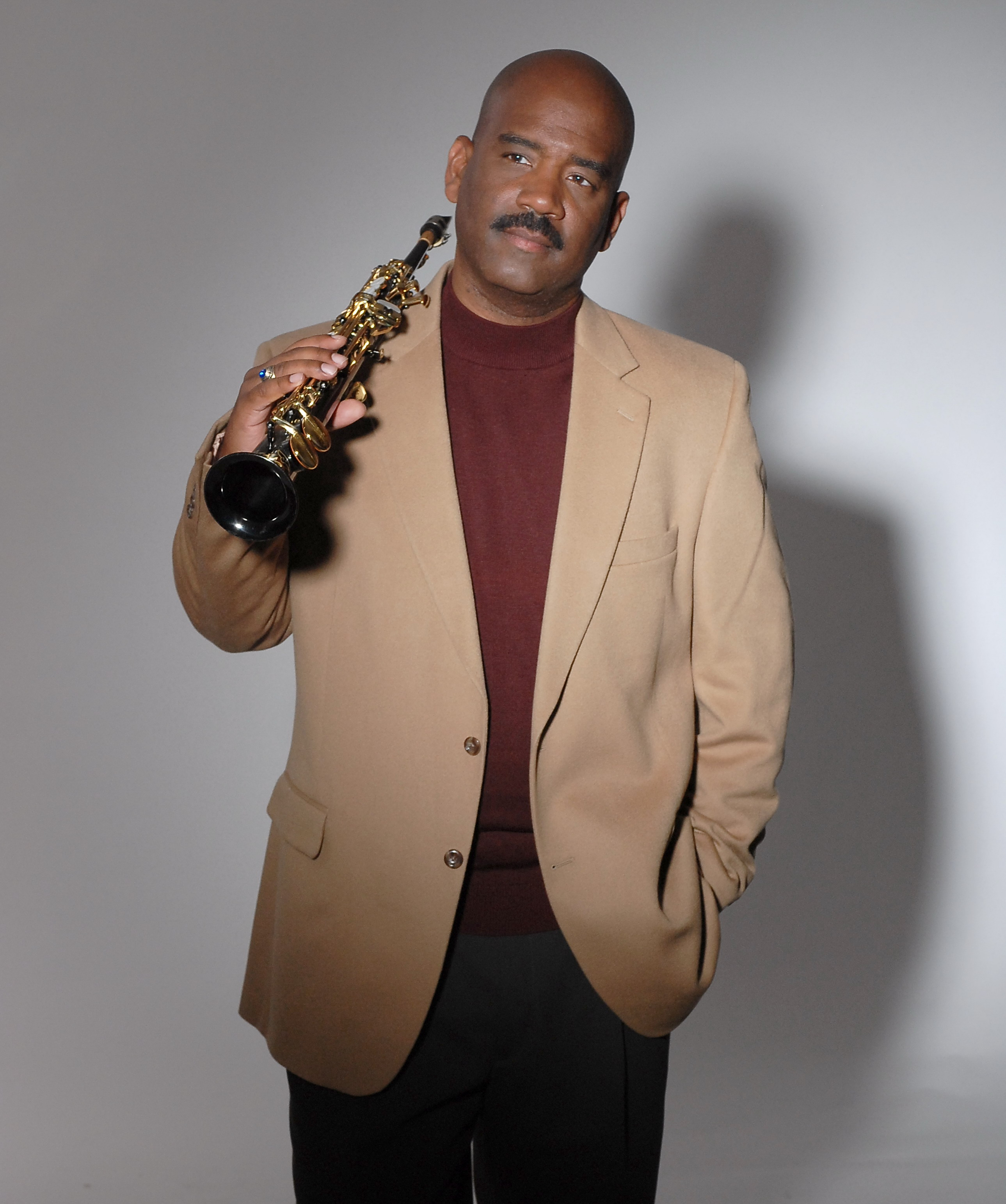
Walter Beasley

Walter Beasley (* 24. Mai 1961 in El Centro, Kalifornien) ist ein US-amerikanischer Jazz-Saxophonist (Alt, Sopran), Sänger, Komponist und Produzent. Er spielt Smooth Jazz mit Rhythm-&-Blues- und Funk-Einflüssen.

## Leben und Wirken
Beasley wuchs in El Centro in Kalifornien auf und sang als Jugendlicher in spanischsprachigen Bands. Anfangs spielte er kurz Trompete, wechselte aber schnell mit neun Jahren zum Saxophon (zu seinen frühen Einflüssen gehört Grover Washington). Er besuchte das Berklee College of Music mit dem Abschluss 1984 und lehrte bald darauf dort. Er ist heute Professor in Berklee.
Seit seinem Debütalbum Walter Beasley (Polydor 1987) hat er in regelmäßigen Abständen eigene, gut verkaufte Alben vorgelegt, bei Mercury, Shanachie (Rendezvous 2002) und Heads Up. Er begleitet häufig Rhythm-&-Blues-Sänger.
Er gründete das Label Affable Records und das Verlagshaus Affable Publishing.
2001 wurde er Outstanding Jazz Musician bei den Boston Music Awards und sein Album Go with the Flow wurde dort 2003 als bestes Jazz-Album ausgezeichnet.